# Jere Hård
Jere Hård, né le 7 décembre 1978 à Jyväskylä, est un nageur finlandais, spécialiste du 50 mètres papillon. 

## Biographie
Il a été champion d'Europe du 50 m papillon en 2000 et deux fois en 2002 (bassins de 25 et 50 m).

## Palmarès

### Championnats d'Europe de natation
- Championnats d'Europe de natation 2000 à Helsinki  Finlande
  -  médaille d'or sur 50 m papillon (23 s 88)
- Championnats d'Europe de natation 2002 à Berlin  Allemagne
  -  médaille d'or sur 50 m papillon (23 s 50)

### Championnats d'Europe de natation (petit bassin)
- Championnats d'Europe de natation 1999 en petit bassin à Lisbonne  Portugal
  -  médaille de bronze sur 50 m papillon (23 s 81)
- Championnats d'Europe de natation 2000 en petit bassin à Valence  Espagne
  -  médaille d'argent sur 50 m papillon (23 s 48)
- Championnats d'Europe de natation 2002 en petit bassin à Riesa  Allemagne
  -  médaille d'or sur 50 m papillon (23 s 47)
  -  médaille d'argent sur 100 m libre (48 s 15)
  -  médaille d'argent du relais 4 × 50 m 4 nages (1 min 35 s 69) (Jani Sievinen~Jarno Pihlava~Tero Välimaa~Jere Hård)
- Championnats d'Europe de natation 2004 en petit bassin à Vienne  Autriche
  -  médaille d'argent sur 50 m papillon (23 s 38)
  -  médaille de bronze du relais 4 × 50 m 4 nages (1 min 35 s 89) (Tero Räty~Jarno Pihlava~Jere Hård~Matti Rajakylä)
- Championnats d'Europe de natation 2006 en petit bassin à Helsinki  Finlande
  -  médaille d'argent du relais 4 × 50 m 4 nages (1 min 34 s 95) (Tero Räty~Jarno Pihlava~Jere Hård~Matti Rajakylä)

## Record
- Record d'Europe du 50 m papillon en grand bassin, en 23 s 50, le 30 juillet 2002 à Berlin, lors de la finale des Championnats d'Europe.